# Plouégat-Moysan

Plouégat-Moysan este o comună în departamentul Finistère, Franța. În 1 ianuarie 2022 avea o populație de 720 de locuitori.